# Pycnarmon decipiens
Pycnarmon decipiens là một loài bướm đêm trong họ Crambidae.